# Kevin Bryant (Basketballspieler)
Kevin Johann Bryant (* 22. August 1994 in Ulm) ist ein deutscher Basketballspieler.

## Laufbahn
Kevin Bryant, dessen Vater aus den Vereinigten Staaten stammt und dessen Mutter Deutsche ist, hat die Staatsangehörigkeiten beider Länder. 2011 und 2013 gewann Bryant, der in der Jugend zunächst beim SSV Ulm 1846 gespielt hatte, mit der Mannschaft der Urspringschule den deutschen U19-Meistertitel. In der Saison 2012/13 wurde der Flügelspieler in der Spielgemeinschaft Ehingen/Urspringschule in der 2. Bundesliga ProA eingesetzt.
Bryant entschloss sich, seine Basketballkarriere in den Vereinigten Staaten fortzusetzen, spielte in der Saison 2013/14 an der Sunrise Christian Academy im Bundesstaat Kansas, ehe er 2014 an die Newman University (NCAA Division 2) wechselte. In der Saison 2014/15 kam er aufgrund der Zugangsbestimmungen der NCAA nicht zu Spieleinsätzen. Er bestritt bis 2018 insgesamt 82 Spiele für Newman und erzielte im Schnitt 8,4 Punkte sowie 7,0 Rebounds je Begegnung. Während eines Probetrainings bei den Basketball Löwen Braunschweig im Sommer 2018 zog sich Bryant einen Achillessehnenriss zu, Ende Januar 2019 wurde er vom Zweitligaverein Rostock Seawolves verpflichtet und stand bis zum Saisonende 2018/19 in neun Spielen auf dem Feld, in denen er für die Mecklenburger im Schnitt 2,3 Punkte erzielte.
In der Sommerpause 2019 wechselte er zum Bundesligisten BG Göttingen. Im Laufe der Saison 2019/20 wurde er in vier Bundesliga-Spielen eingesetzt, blieb aber ohne Punkte. Im Juni 2020 gab Zweitligist Wiha Panthers Schwenningen seine Verpflichtung bekannt. Bryant bestritt in der Saison 2020/21 28 Spiele für Schwenningen (1,9 Punkte/Spiel). Anschließend wurde er in der Basketballspielart „3-gegen-3“ tätig und Mitglied einer in Düsseldorf ansässigen Mannschaft, die ebenfalls die deutsche Nationalmannschaft bildet.
Im Dezember 2023 schloss sich Bryant wieder einer Mannschaft in der herkömmlichen Basketballspielart an und wurde Mitglied des Regionalligisten ETB Schwarz-Weiß Essen. 2024 gewann er mit Essen den Meistertitel in der 1. Regionalliga West. Bryant kam in 17 Einsätzen auf einen Mittelwert von 6,8 Punkten pro Spiel. Hernach verließ er die Mannschaft wieder. Bryant wurde im August 2024 deutscher Meister im 3-gegen-3.

### Nationalmannschaft
2012 nahm Bryant mit der deutschen U18-Nationalmannschaft am Albert-Schweitzer-Turnier teil, 2013 und 2014 spielte er mit der U20-Auswahl bei der Europameisterschaft.